# Апетлон
Апетлон (нем. Apetlon) — коммуна (нем. Gemeinde) в Австрии, в федеральной земле Бургенланд.
Входит в состав округа Нойзидль-ам-Зе. Население составляет около 1,8 тысяч человек. Занимает площадь 82,21 км². Официальный код — 10702.

## Политическая ситуация
Бургомистр коммуны — Рональд Пайер (АНП) по результатам выборов 2007 года.
Совет представителей коммуны (нем. Gemeinderat) состоит из 21 места.
- АНП занимает 11 мест.
- СДПА занимает 9 мест.
- АПС занимает 1 место.